# Eparchia grodzieńska i wołkowyska

Eparchia grodzieńska i wołkowyska na tle podziału administracyjnego Egzarchatu Białoruskiego

Eparchia grodzieńska i wołkowyska – jedna z eparchii Egzarchatu Białoruskiego, z siedzibą w Grodnie. Jej obecnym ordynariuszem jest arcybiskup grodzieński i wołkowyski Antoni (Doronin), zaś funkcję katedry pełni sobór Opieki Matki Bożej w Grodnie. 
Obejmuje terytorium ośmiu rejonów obwodu grodzieńskiego: grodzieńskiego, brzostowickiego, mostowskiego, świsłockiego, szczuczyńskiego, wołkowyskiego, zelwieńskiego oraz część rejonu werenowskiego.

## Historia

### W Imperium Rosyjskim
Eparchia powstała w 1900 poprzez wydzielenie z eparchii wileńskiej i litewskiej, pod nazwą eparchia grodzieńska i brzeska. W momencie powstania nowa administratura liczyła 26 dekanatów z 654 cerkwiami i kaplicami obsługiwanymi przez 365 kapłanów. W jej granicach działało pięć klasztorów: monaster Zaśnięcia Matki Bożej w Żyrowiczach, monaster Świętych Borysa i Gleba w Grodnie, monaster Narodzenia Matki Bożej w Grodnie, monaster Narodzenia Matki Bożej w Krasnymstoku, monaster Zwiastowania Przenajświętszej Bogurodzicy w Supraślu. 
W czasie I wojny światowej większość prawosławnej ludności guberni grodzieńskiej, razem z duchowieństwem, udała się na bieżeństwo. Z powodu wyjazdu arcybiskupa grodzieńskiego Michała do Moskwy w lutym 1915, w 1918 do Grodna przybył dotychczasowy wikariusz eparchii, biskup białostocki Włodzimierz i tymczasowo zaczął zarządzać całą administraturą.

### W II Rzeczypospolitej
Na mocy postanowień traktatu ryskiego obszar podlegający eparchii znalazł się w granicach niepodległej Polski. W 1921 w jej granicach przebywało 484 tys. prawosławnych, którzy dysponowali ok. 250 świątyniami. Działalność po I wojnie światowej wznowiły dwa monastery (Narodzenia Matki Bożej w Grodnie i Zaśnięcia Matki Bożej w Żyrowiczach). W 1923 terytorium eparchii grodzieńskiej ustalono w granicach powiatów augustowskiego, białostockiego, bielskiego, grodzieńskiego, sokólskiego, suwalskiego i wołkowyskiego (województwo białostockie) oraz powiatu słonimskiego (województwo nowogródzkie), zaś w 1928 dołączono do niej także powiaty baranowicki i nieświeski. W 1925 administratura weszła w skład Polskiego Autokefalicznego Kościoła Prawosławnego pod nazwą diecezji grodzieńsko-nowogródzkiej.

### W ZSRR
Po agresji radzieckiej na Polskę we wrześniu 1939 i zajęciu Grodna przez Armię Czerwoną diecezja grodzieńska została na krótko zlikwidowana; jej obszar wszedł w skład eparchii pińskiej i nowogródzkiej Rosyjskiego Kościoła Prawosławnego. W 1940 locum tenens Patriarchatu Moskiewskiego metropolita moskiewski i kołomieński Sergiusz ogłosił jej ponowne powstanie. W jej ramach działało 307 parafii. 
Po zajęciu ziem białoruskich przez hitlerowskie Niemcy, w 1942 niekanonicznie proklamowana została autokefalia Białoruskiego Kościoła Prawosławnego, w którego skład miała wchodzić także eparchia grodzieńska. W 1944 jej obszar ponownie zajęła Armia Czerwona; w kolejnych latach wiernych i duchowieństwo poddano represjom. W 1946 w eparchii działały jedynie 73 placówki duszpasterskie. W 1951 wskutek nacisków władz eparchia grodzieńska została zlikwidowana, a jej terytorium włączone do eparchii mińskiej i białoruskiej.

### Na Białorusi
Eparchia wznowiła swoją działalność na mocy decyzji Świętego Synodu Rosyjskiego Kościoła Prawosławnego z 18 lutego 1992, pod nazwą eparchia grodzieńska i wołkowyska. W 1994 czynne były 84 parafie. 
Według danych z 2022 r. pracę duszpasterską w eparchii prowadziło 135 kapłanów i 9 diakonów, którzy obsługiwali 108 parafii zgrupowanych w 9 dekanatach. Administratura posiadała 123 świątynie. 
Eparchia dzieli się na dekanaty:
- Brzostowica
- Grodno
- Mosty
- Skidel
- Szczuczyn
- Świsłocz
- Werenowo
- Wołkowysk
- Zelwa

## Biskupi grodzieńscy[3]

### Jurysdykcja Patriarchatu Moskiewskiego
- Joachim (Lewicki), 1900–1903
- Nikanor (Kamienski), 1903–1905
- Michał (Jermakow), 1905–1915
- Włodzimierz (Tichonicki), 1918–1922, locum tenens
- Aleksy (Hromadśkyj), 1923, locum tenens

### Jurysdykcja PAKP
- Aleksy (Hromadśkyj), 1923–1934
- Antoni (Marcenko), 1934–1937
- Sawa (Sowietow), 1937–1939

### Jurysdykcja Patriarchatu Moskiewskiego
- Pantelejmon (Rożnowski), 1940–1942
- Benedykt (Bobkowski), 1942–1944
- Warsonofiusz (Griniewicz), 1945–1948
- Paisjusz (Obrazcow), 1948–1949
- Sergiusz (Łarin), 1950–1951
- Walenty (Miszczuk), 1992–1994
- Filaret (Wachromiejew), 1994–1996, locum tenens
- Artemiusz (Kiszczanka)[a], 1996–2021
- Antoni (Doronin), od 2021